# Lourdoueix-Saint-Michel
Lourdoueix-Saint-Michel là một xã ở tỉnh Indre khu vực trung bộ Pháp. Xã này có diện tích 19,67 km², dân số thời điểm năm 1999 là 426 người. Khu vực này có độ cao trung bình 360 mét trên mực nước biển.